# David Granger

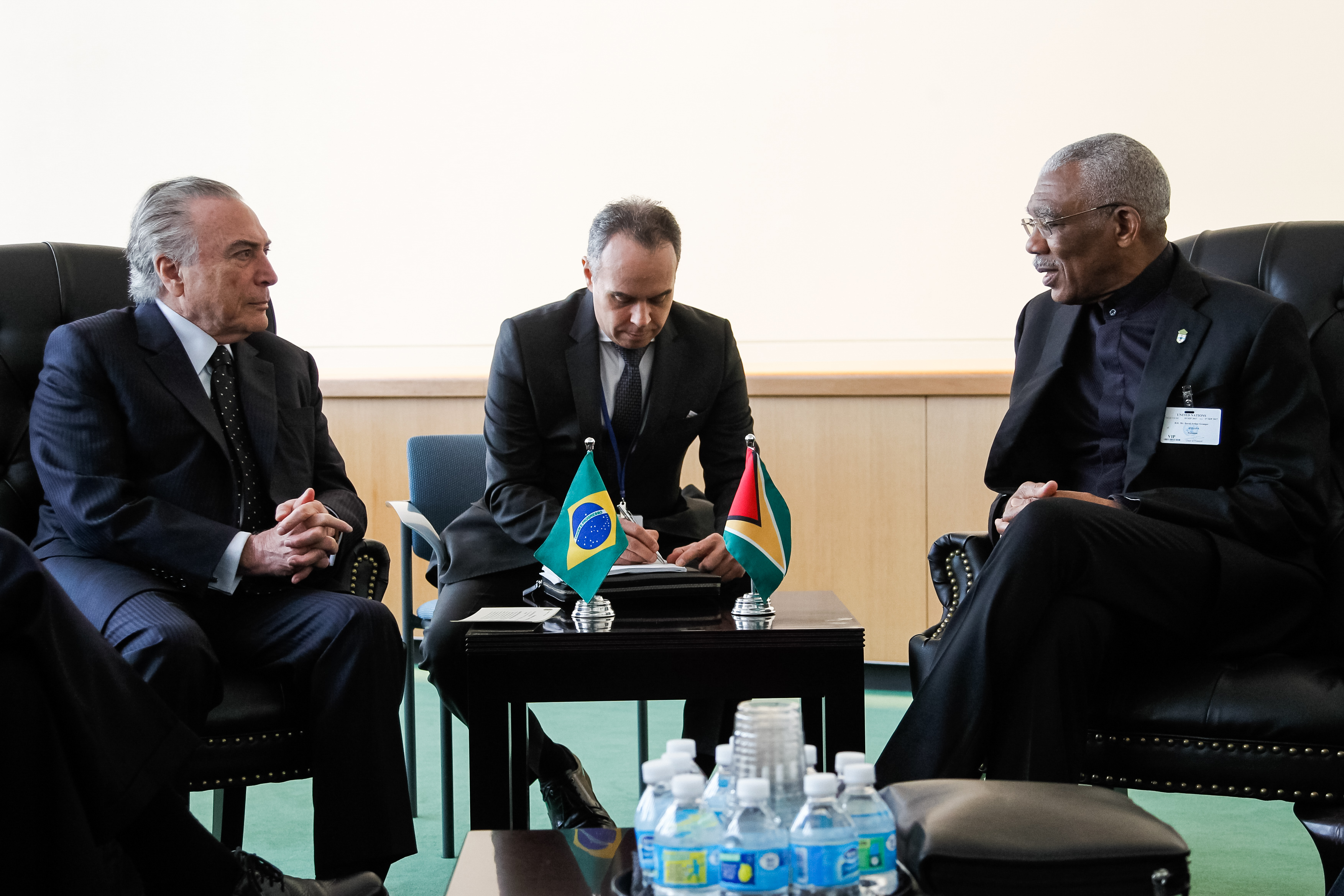
Granger durante um encontro com o então presidente do Brasil, Michel Temer.

David Arthur Granger (Georgetown, 15 de julho de 1945) é um militar da reserva, político e ex-presidente da Guiana. Governou o país de 2015 a 2020.

## Biografia

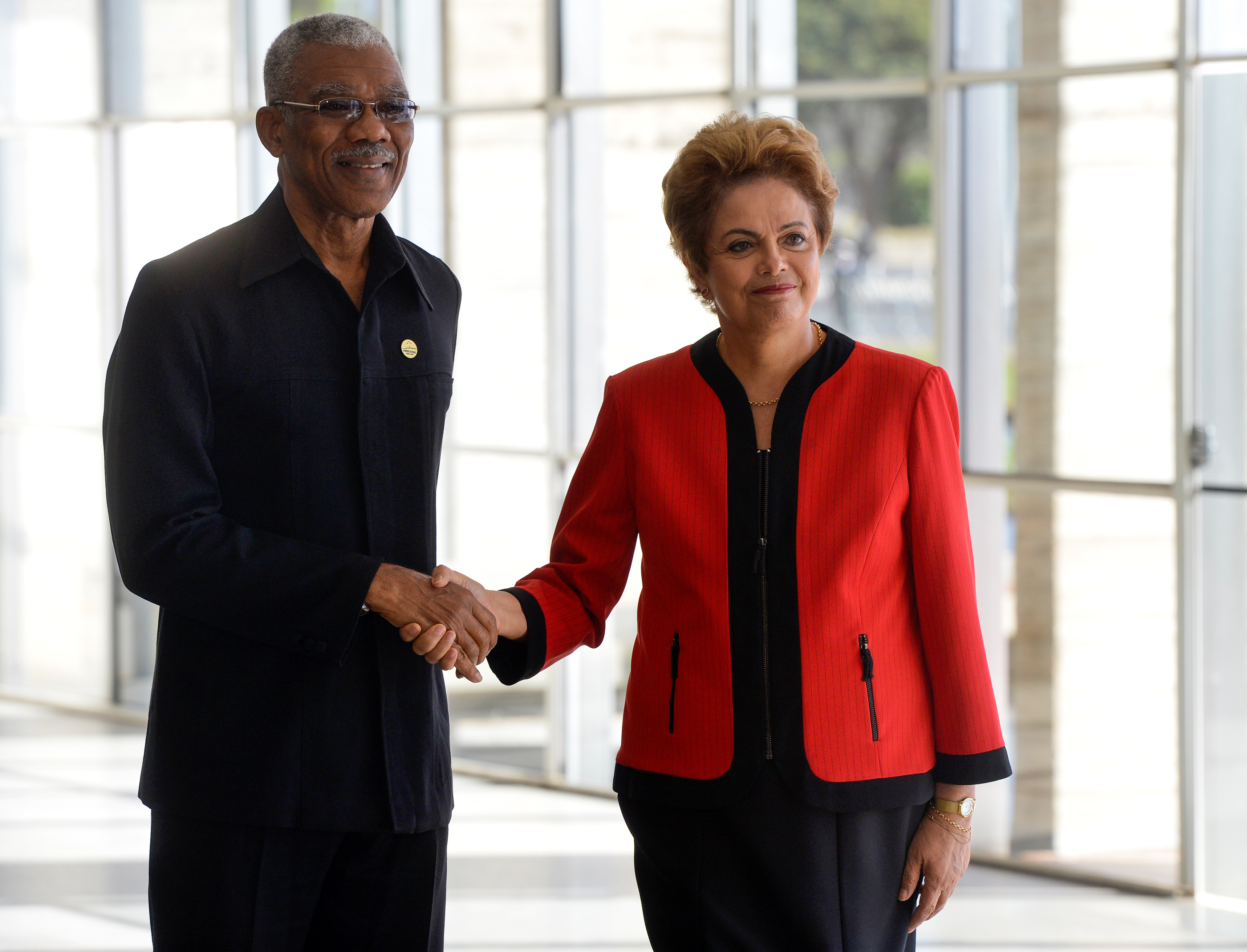
David Granger com a presidente Dilma Rousseff em 2015

David Granger se formou no Brasil, na Grã-Bretanha e na Nigéria. Serviu como Comandante da Força de Defesa da Guiana e como Conselheiro de Segurança Nacional entre 1990 e 1992. Foi o líder da oposição na Assembleia Nacional da Guiana entre 2012 e 2015.
Granger foi candidato presidencial na coalizão de oposição em 2011, mas foi derrotado pelo candidato da situação Donald Ramotar. Candidatou-se novamente nas eleições gerais de 2015, sendo eleito pela Aliança para a União Nacional (APNU), com 207.200 votos A vitória de Granger derrotou o Partido Progressista do Povo (PPP), que estava no poder há 22 anos.